# 1911 في البرازيل
فيما يلي قوائم الأحداث التي وقعت خلال عام 1911 في البرازيل.

## رياضة
- 1 يناير – بطولة باوليستا 1911 الفائز São Paulo Athletic Club [الإنجليزية]‏.
- 1 يناير – بطولة كاريوكا 1911 الفائز نادي فلومينينسي.

## مواليد

### يناير
- 1 يناير – مارغريتا كورونا ممثلة برازيلية.

### مارس
- 2 مارس – مارتيم ميرسيو دا سيلفيرا لاعب كرة قدم برازيلي.
- 14 مارس – جيرمانو بويتشر سوبرينيو لاعب كرة قدم برازيلي.
- 26 مارس – روميو بيليكياري لاعب كرة قدم برازيلي.
- 29 مارس – لويس ميسكيتا دي أوليفيرا لاعب كرة قدم برازيلي.

### أبريل
- 21 أبريل – خوسيه أوغوستو برانداو لاعب كرة قدم برازيلي.

### مايو
- 6 مايو – لاورو فرانزن

### يونيو
- 3 يونيو – أرماندو دوس سانتوس لاعب كرة قدم برازيلي.

### أغسطس
- 4 أغسطس – برناردو سيجال موسيقي أمريكي.

### أكتوبر
- 24 أكتوبر – مانويل مارتينز فنان برازيلي.

### نوفمبر
- 25 نوفمبر – خوسيه دوس سانتوس لوبيز لاعب كرة قدم برازيلي.

### ديسمبر
- 5 ديسمبر – كارلوس ماريجيلا
- 10 ديسمبر – جواو فرنسيسكو دي كاسترو

## وفيات

### مارس
- 8 مارس – غونزاغا دوك (مواليد 1863) كاتب برازيلي.

### سبتمبر
- 13 سبتمبر – رايموندو كوريا (مواليد 1859)